# The Players
The Players（ザ・プレイヤーズ）は、日本のバンド。

## 概要
鈴木宏昌がリーダーを務める自身のバンド『コルゲン・バンド』を『The Players』に改めデビュー。1979年以降、アルバムを7枚発表。
2016年4月と5月の二度にわたり、『ギャラクシー』を除く過去アルバム6作が最新リマスター/高品質Blu-spec CD2で再発売された。

## ディスコグラフィ
- ギャラクシー（1979）[4]
- ワンダフル・ガイ（1980年2月25日[2]）[5]
- マダガスカル・レディー（1981年7月21日[2]）[6]
- スペース・トラベル（1982年7月21日[2]）[7]
- ジャック・ア・ダンディ（1983年11月21日[3]）[8]
- アップ・トゥ・ユー（1984年11月1日[3]）[9]
- ライヴ（1985年10月21日[3]）[10]

## メンバー
- 鈴木宏昌
- 松木恒秀
- 岡沢章
- 渡嘉敷祐一
- 山口真文

## メディア出演

### テレビ番組
- 今夜は最高!